# Baságard megye
Baságard megye (perzsa nyelven: شهرستان بشاگرد) Irán Hormozgán tartományának délkeleti elhelyezkedésű megyéje az ország déli részén. Keleten Szisztán és Beludzsisztán tartomány Niksahr megye, illetve északkeleten Fanudzs megye határolja, délen az Dzsászk megye, nyugaton Szirik megye, északnyugatról Mináb megye, északról Kermán tartomány és Kale-je Gandzs megye határolja. A megye lakossága 2006-ban 31 235 fő volt. A megye két kerületre osztható: Központi kerület és Gáfr és Pármun kerület, valamint Gouharán kerület. A megyében két város található: az 1 000 fős megyeszékhely, Szardaszt és Gouharán.
2006-ig a Dzsászk megyéhez tartozott Baságard megye is. Ekkor együttesük népessége 75 769 fő volt.

## Népesség
| 2016 | 35 085 |

## Fordítás
- Ez a szócikk részben vagy egészben  a   Bashagard County című angol Wikipédia-szócikk ezen változatának fordításán alapul.  Az eredeti cikk szerkesztőit annak laptörténete sorolja fel. Ez a jelzés csupán a megfogalmazás eredetét és a szerzői jogokat jelzi, nem szolgál a cikkben szereplő információk forrásmegjelöléseként.